# 亞沃里夫卡 (日托米爾州)
50°27′36″N 27°52′10″E / 50.46000°N 27.86944°E
亞沃里夫卡（羅馬化：Yavorivka）是烏克蘭北部的村莊，隸屬日托米爾州的茲維亞赫爾區。該村始建於1937年，面積1.5平方公里，海拔高度216米，2001年人口318，人口密度每平方公里211.44人。